# Carenza (botanica)

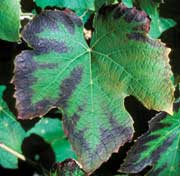
Alterazione foliare da carenza di potassio

In biologia vegetale il termine carenza (dal latino carere, mancare) indica una condizione di deficit di apporto di una o più sostanze nutritive necessarie alla crescita di una pianta.
La carenza può riguardare macroelementi, presenti in quantità elevate nei tessuti della pianta, quali p.es. carbonio, azoto, potassio, calcio, magnesio, fosforo; o microelementi, solitamente meno rappresentati, quali ferro, manganese, zinco, rame.